# Что случилось с Питом
«Что случилось с Питом» (англ. „What Happened to Pete“) — независимый короткометражный фильм режиссёра Стива Бушеми. 

## Сюжет
В баре Среднего Запада США в середине дня находятся бармен и его одинокий посетитель. Вскоре к ним присоединяется незнакомец — эксцентричный, но на первый взгляд кажущийся совершенно безобидным…

## В ролях
| Актёр            | Роль       |
| ---------------- | ---------- |
| Марк Бун младший | Пит        |
| Сеймур Кассел    | бармен     |
| Стив Бушеми      | незнакомец |